# Maybe Baby (film)
Maybe Baby è un film del 2000 diretto da Ben Elton.
Il film, con protagonisti Hugh Laurie e Joely Richardson, è basato sul romanzo Inconceivable del 1999, dello stesso regista e sceneggiatore Ben Elton.

## Trama
Sam Bell e sua moglie Lucy sono una coppia felicemente sposata che cerca in tutti i modi di avere un figlio, senza riuscirci. Allo stesso tempo, Sam inizia a considerare il proprio lavoro, quello di valutatore di copioni per la BBC, sempre più insoddisfacente. E quando decide di scrivere una propria sceneggiatura, Sam viene colpito dal blocco dello scrittore. Così nasce in lui l'idea di scrivere una sceneggiatura sulla propria situazione personale, dal matrimonio alla sterilità: idea alla quale Lucy si oppone fermamente. Sam prosegue nel suo intento tenendo nascosti alla moglie i suoi progressi e arriva ad usare il diario della moglie per essere più autentico nella scrittura del copione: il progetto viene approvato e iniziano le riprese. Intanto Lucy, che lavora in un'agenzia di spettacolo, viene corteggiata dall'attraente Carl, un attore di successo rappresentato dall'agenzia. Mentre la lavorazione del film (che vede come protagonista proprio Carl) va avanti, la coppia si sottopone a tutta la lunga trafila di esami e trattamenti clinici per la fecondazione assistita, che però non va a buon fine. L'ignara Lucy raggiunge il marito sul posto di lavoro per dargli la deludente notizia, ma scopre il film e la sconvolgente scoperta la spinge ad abbandonare Sam.
Una volta completato, il film ottiene un grande successo e la carriera di Sam decolla, ma egli è infelice e soffre per la separazione dalla moglie, che intanto frequenta Carl. Sam prova a rimettere insieme i cocci e arriva a promettere a Lucy che farà da padre al bambino che ella sospetta di aver concepito con l'altro uomo, perché ritiene che sia il modo più giusto di espiare la propria colpa: i due si riconciliano e, poiché Lucy ha scoperto di non essere incinta, di nuovo tentano in tutti i modi di avere un bambino, stavolta senza nessuna ansia.

## Produzione
Il film è stato girato principalmente a Londra: precisamente a Battersea, nel quartiere londinese del Wandsworth.
Per la seconda volta Hugh Laurie e Joely Richardson recitano insieme in un film. La prima volta era stata ne La carica dei 101 del 1996, sebbene non avessero condiviso alcuna scena.
Il sito IMDB riporta che Hugh Laurie abbia girato alcune scene della pellicola, sebbene non venga citato nei titoli originali.

## Distribuzione
Il film è stato distribuito a partire dal 2 giugno 2000 dalla Redbus Film Distribution, nel Regno Unito.
Le date di uscita nelle sale delle altre principali nazioni sono le seguenti:
- Australia: 17 agosto 2000
- Israele: 17 agosto 2000
- Singapore: 17 agosto 2000
- Grecia: Asyllipto moro!, 18 agosto 2000
- Islanda: 18 agosto 2000
- Italia: 18 agosto 2000
- Nuova Zelanda: 24 agosto 2000
- Paesi Bassi: 14 settembre 2000
- Danimarca: 6 ottobre 2000
- Francia: 11 ottobre 2000
- Ungheria: 12 ottobre 2000
- Polonia: 17 novembre 2000
- Belgio: 22 novembre 2000
- Spagna: 1º giugno 2001
- Stati Uniti: 24 agosto 2001
- Germania: 13 settembre 2001
- Sudafrica: 15 febbraio 2002
- Egitto: 6 marzo 2002
- Argentina: Cómo hacer bebés, 7 novembre 2002

### Edizioni home video
In Italia il DVD di Maybe Baby è distribuito dal 7 febbraio 2001 da Medusa Video.

## Accoglienza
Sia sul sito Rotten Tomatoes che Metacritic, il film ha ottenuto un 46 punti su 100, in base rispettivamente a 28 e 11 recensioni raccolte.
Christopher Null di Filmcritic.com ha affermato che Maybe Baby ha «momenti di leggerezza e momenti di melodrammatico nonsense» e lo ha definito un film «divertente ma non troppo riempitivo».
Stephen Holden del New York Times ha affermato che, nonostante non sia il primo film a trattare i problemi di infertilità nelle coppie, Maybe Baby «può essere il primo a fondere elementi cinematografici tradizionalmente romantici e un umorismo clinico che desentimentalizza radicalmente i rituali relativi al concepimento». Secondo Holden, in «un'alternanza tra parodia farsesca e agrodolce commedia romantica», Maybe Baby riesce tuttavia a mantenere «una base comica sorprendentemente stabile».

## Riconoscimenti
Nel 2001 Maybe Baby è stato candidato al premio Emden Film Award, senza vincerlo.